# Rana asiatica
Rana asiatica är en groddjursart som beskrevs av Jacques von Bedriaga 1898. Rana asiatica ingår i släktet Rana och familjen egentliga grodor. Inga underarter finns listade i Catalogue of Life.
Denna groda har en större population i östra Kirgizistan och i den angränsande autonoma regionen Xinjiang (Kina). Mindre glest fördelade populationer hittas i Kazakstan. Arten lever på högplatå och i bergstrakter mellan 700 och 1000 meter över havet. Rana asiatica hittas vid vattendrag, insjöar, pölar och sumpmarker där det finns träd eller buskar vid strandlinjen. Kring dessa våtmarker förekommer främst stäpper och öknar. Ifall en vattenansamling torkar ut vandrar grodan till andra våtmarker.
Arten är känslig för förändringar av vattenståndet och vattenföroreningar. Några exemplar fångas för den traditionella asiatiska medicinen. Sjögrodan (Pelophylax ridibundus) utökar sin utbredning i regionen och den är större än Rana asiatica och äter individer av arten. Hela populationen antas fortfarande vara stor. IUCN kategoriserar arten globalt som livskraftig.